# Mèo nông trại

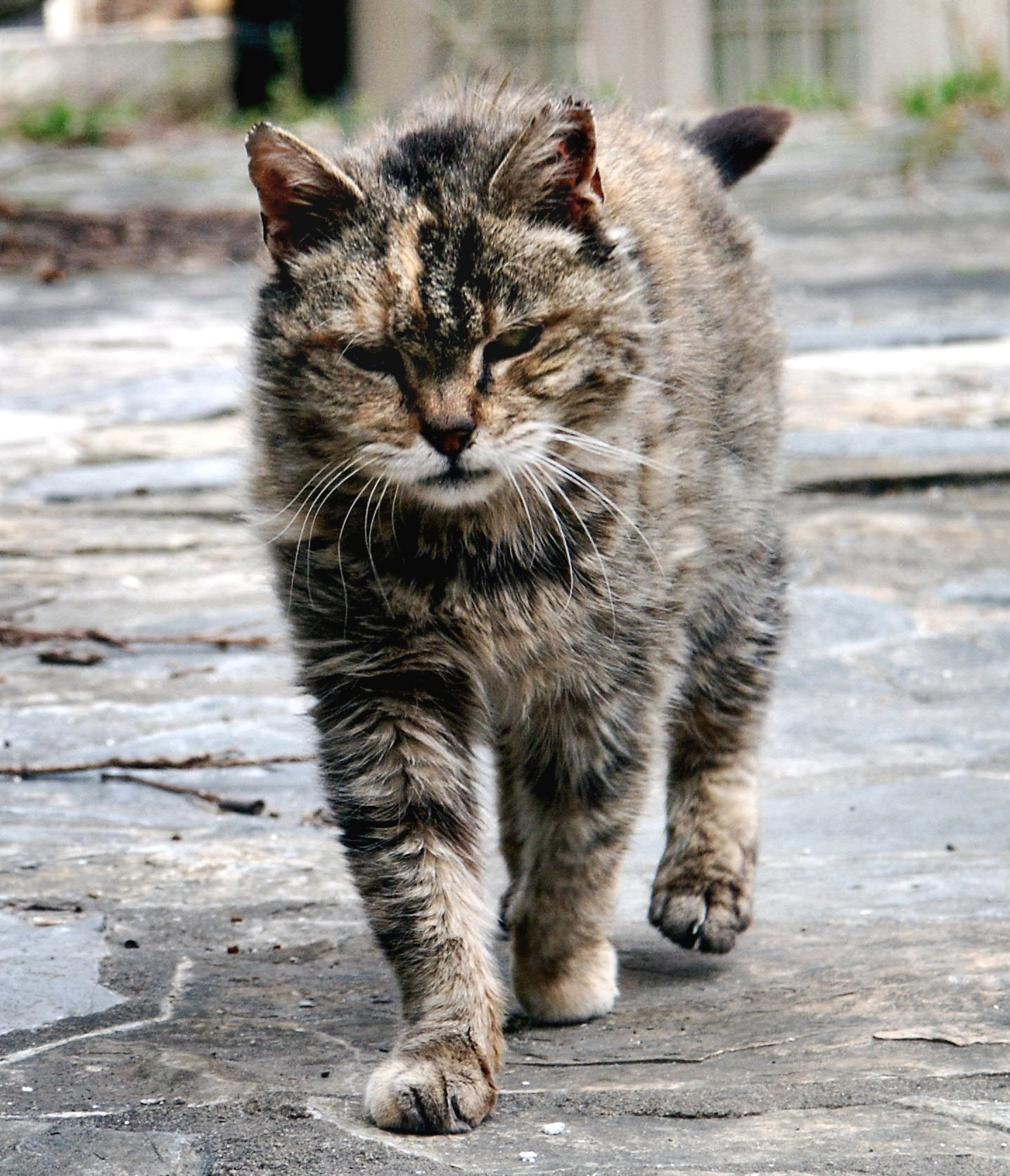
Một con mèo nông trại

Mèo nông trại, còn được gọi là mèo chuồng, là mèo nhà, thường là giống mèo hỗn hợp, sống chủ yếu ngoài trời, trong điều kiện hoang dã hoặc bán hoang dã trên tại các vùng nông nghiệp, thường trú ẩn trong các nhà phụ. Mèo này ăn các loại bọ chét như động vật gặm nhấm và các động vật nhỏ khác sống trong hoặc xung quanh nhà phụ và các cánh đồng nông trại. Việc mèo cần thiết cho trang trại có thể có nguyên nhân ban đầu là mèo được thuần hóa để chống lại các động vật gặm nhấm tiêu thụ hoặc gây mất vệ sinh các hạt cây trồng được thu hoạch và lưu trữ để phục vụ cho nhu cầu tiêu thụ của con người. Mèo nông trại thường được đảm bảo đặc tính hiệu quả của công việc qua việc được kiểm soát các vấn đề bọ chét tìm thấy trên các trang trại và trại chăn nuôi, nếu không các loại bọ này sẽ phá hủy hoặc làm ô nhiễm cây trồng, đặc biệt là ngũ cốc hoặc thức ăn chăn nuôi.

## Trạng thái hiện tại
Mèo nuôi sống trong nhiều điều kiện khác nhau. Một số là mèo hoang, tiếp xúc với con người một cách tối thiểu, không có chăm sóc thú y và nguồn cung cấp lương thực duy nhất cho chúng chính là từ công việc làm giảm số lượng chuột nhắt và chuột lớn. Thiếu nguồn cung cấp thực phẩm được bảo đảm, bị nhiễm ký sinh trùng và cần sự nỗ lực thể chất lớn hơn có xu hướng làm cho những con mèo gầy hơn so với mèo nhà, với tuổi thọ ngắn hơn.